# Remondita-(La)
La remondita-(La) és un mineral de la classe dels carbonats que pertany al grup de la burbankita. Rep el seu nom per la seva relació amb la remondita-(Ce), i el predomini del lantani sobre els altres elements de terres rares de la seva composició.

## Característiques
La remondita-(La) és un carbonat de fórmula química Na₃(La,Ca,Na)₃(CO₃)₅. Va ser aprovada com a espècie vàlida per l'Associació Mineralògica Internacional l'any 1999. Cristal·litza en el sistema monoclínic. Es troba en forma de grans irregulars, d'aproximadament 5μm, en agregats més o menys prismàtics. La seva duresa a l'escala de Mohs és 3.
Segons la classificació de Nickel-Strunz, la remondita-(La) pertany a «05.AD - Carbonats sense anions addicionals, sense H₂O, amb elements de les terres rares (REE)» juntament amb els següents minerals: sahamalita-(Ce), petersenita-(Ce), remondita-(Ce) i paratooïta-(La).

## Formació i jaciments
És un mineral d'origen hidrotermal tardà, molt rar, que es troba en pegmatites en un massís alcalí diferenciat. Sol trobar-se associat a altres minerals com: cancrisilita, microclina, sodalita, vil·liaumita, natrolita, pectolita, lomonossovita, baritolamprofil·lita, catapleiïta, natró, termonatrita, sazykinaïta-(Y), rinkita niòbica, vitusita-(Ce) i fluorcafita. Va ser descoberta a la mina a cel obert de Koashva, al massís de Khibini (óblast de Múrmansk, Rússia). També ha estat descrita a la pedrera Poudrette (Quebec, Canadà).